# Kameralamt Aalen
Das Kameralamt Aalen war eine Einrichtung des Königreichs Württemberg, die im Amtsbezirk Besitz und Einkommen des Staates verwaltete. Es bestand von 1806 bis 1922 in Aalen. Das Kameralamt wurde im Rahmen der Neuordnung der Staatsfinanzverwaltung im Königreich Württemberg geschaffen. Es befand sich von 1843 bis 1877 in Unterkochen.

## Geschichte
Die Gemeinden Adelmannsfelden (mit Schlossgut) und Pommertsweiler gehörten ursprünglich zum Kameralamt Ellwangen. Seit 1840 deckte sich der Kameralamtsbezirk mit dem Oberamtsbezirk Aalen.
Gemäß Dekret vom 14. Juli 1807 wurden die Patrimonialämter von Wöllwarth in Essingen, Fachsenfeld und Laubach, Graf von Adelmannsfelden in Hohenstadt sowie von Gemmingen und von Werneck in Neubronn dem Kameralamt Aalen zugeteilt.
Laut Verordnung vom 6. Juni 1819 hatte das Kameralamt Aalen an das Kameralamt Ellwangen abgetreten: Hohenbach, Schultheißerei Adelmannsfelden (Oberamt Aalen) sowie die bisher vom Kameralamt Aalen bezogenen Gefälle in dem Weiler Hinterbüchelberg der Schultheißerei Adelmannsfelden.
Gemäß Verfügung des Finanzministers vom 20. März 1838 wurde an das Kameralamt Gmünd die Parzelle Brackwang der Gemeinde Iggingen abgetreten.
Ferner wurde gemäß Verfügung des Finanzministeriums vom 15. Februar 1840 das vom Staat erworbene Rittergut Niederalfingen (früherer Besitzer Graf von Fugger-Nordendorf) dem Kameralamt einverleibt und damit die Gleichstellung des Kameralamtsbezirks mit dem Oberamtsbezirk Aalen vollzogen. Hierdurch wurden dem Kameralamt zugeteilt:
- vom Kameralamt Ellwangen: Adelmannsfelden mit 15 Gemeindeparzellen, Hüttlingen mit 12 Gemeindeparzellen, Pommertsweiler mit 14 Parzellen und die zur Gemeinde Abtsgmünd gehörige Parzelle Wilflingen
- vom Kameralamt Kapfenburg: Jagsthausen mit fünf Parzellen und die zur Gemeinde Unterkochen gehörigen Parzellen Hohenberg und Neubau.

Dagegen wurde der im Oberamtsbezirk Neresheim gelegene Ort Ebnat mit Parzellen Diepertsbuch und Niesitz an das Kameralamt Kapfenburg abgetreten.
Laut Verordnung vom 6. März 1843 übernahm das Kameralamt in Unterkochen vom Kameralamt Heidenheim das Forstrevier Zang. An das Kameralamt Kapfenburg trat es die dem Oberamt Ellwangen zugeteilte Gemeinde Jagsthausen mit fünf Parzellen ab.